# Double Team
Double Team is een Amerikaanse actiefilm uit 1997 van regisseur Tsui Hark met Jean-Claude Van Damme en Dennis Rodman in de hoofdrol.

## Verhaal
De film gaat over Jack Quin, een agent op rust die weer in actie moet schieten nadat zijn vroeger rivaal Stavros weer op pad is. na een mislukte actie waarbij Stavros' zoontje sterft wordt Jack Quin als dood achter gelaten. hij wordt weer wakker in ' de kolonie', een onbekend eiland waar allerlei gevaarlijke agenten en criminelen zitten die zogezegd dood zijn. Jack ontsnapt hier en gaat naar Rome. ondertussen had Stavros Jacks zwangere vrouw gevangengenomen. Jack en Yaz, een crimineeltje uit Antwerpen gaan samen het gevecht aan met Stavros om zo het kind en zijn vrouw te redden.

## Rolbezetting
| Acteur                | Personage  |
| --------------------- | ---------- |
| Jean-Claude Van Damme | Jack Quinn |
| Dennis Rodman         | Yaz        |
| Mickey Rourke         | Stavros    |
| Paul Freeman          | Goldsmythe |